# Colonia Omar San Román
Colonia Omar San Román är en ort i Mexiko.   Den ligger i kommunen Tancanhuitz och delstaten San Luis Potosí, i den centrala delen av landet, 240 km norr om huvudstaden Mexico City. Colonia Omar San Román ligger 75 meter över havet och antalet invånare är 185.
Terrängen runt Colonia Omar San Román är varierad. Runt Colonia Omar San Román är det ganska tätbefolkat, med 207 invånare per kvadratkilometer. Närmaste större samhälle är Tampate, 4,8 km väster om Colonia Omar San Román. I omgivningarna runt Colonia Omar San Román växer huvudsakligen savannskog.